# Crédit du Maroc
Crédit du Maroc (CDM, en árabe مصرف المغرب) es un banco marroquí, fundado en 1929 como subsidiaria marroquina del banco con sede en París Crédit Lyonnais. Es conocido con su nombre actual desde 1966.

## Generalidades
Crédit Lyonnais estableció su subsidiaria en Casablanca en 1929. En 1950, fue relocalizada en un nuevo edificio principal diseñado por el arquitecto Edmond Brion en el prestigioso bulevard Mohammed-V (Casablanca).
En 1966, en respuesta a la recién independencia, el gobierno de Marruecos presionó en favor de la marroquinación o eliminación del legado colonial en el sector bancario, y el banco fue renombrado como Crédit du Maroc. Crédit Agricole pasó a ser el propietario de CDM tras la compra de Crédit Lyonnais en 2003. 
En febrero de 2021, Crédit du Maroc firmó una asociación con la Agencia Nacional para la Promoción del Empleo y las Competencias (Anapec) para trabajar en la promoción de la emprenaduría.
A finales de abril de 2022, Crédit Agricole anunció la venta de su porción accionarial del 78,7% en Crédit du Maroc al Grupo Holmarcom. Fue adoptada una nueva identidad visual por Crédit du Maroc tras el cambio de propietario. 
El Banco Internacional de Tánger (BIT) y SIFIM son subsidiarias del Grupo CDM.